# Пирамида в Хаваре
Пирамида в Хаваре — древнеегипетская пирамида в Хаваре, южнее Крокодилополя (известного как Мединет аль-Файюм) у подножия впадины Файюмского оазиса. Построена в период XII династии для фараона Аменемхета III (XIX век до н. э.). Как считают учёные, именно эта пирамида являлась местом захоронения Аменемхета III.

## Описание
Так же как и другие пирамиды Среднего царства, построенные после Аменемхета II, пирамида в Хаваре была возведена из необожжёного кирпича, а внутренние проходы и внешние стены были облицованы известняком.
Вход в пирамиду ведёт через наклонный проход со ступенями, переходящий в небольшое помещение, от которого продолжается уже коротким горизонтальным проходом. В потолке этого прохода был спрятан раздвижной люк весом в 20 тонн. Если бы этот люк обнаружил древний грабитель, то он наткнулся бы на пустой проход расположенный под углом 90° под нижним проходом, закрытую деревянную дверь или же проход, параллельный нижнему, заполненный глиной и каменными блоками. Он мог решить, что за каменными блоками находится скрытый вход, но начав удалять их, он лишь впустую потратил бы время и мог быть обнаружен охраной. За этим проходом располагался ещё один с 20-тонным люком в потолке, также под прямым углом по отношению к первому, за ним был ещё один и т. д. Эта сеть запутанных переходов вела вокруг всей пирамиды. Тем не менее сеть проходов оканчивалась перед большой площадкой, выложенной из глиняных и каменных блоков, которые скрывали погребальную камеру.
К тщательно спрятанной погребальной камере вели две ниши в полу, полностью засыпанные щебнем. Несмотря на все предположительно защитные меры, Питри обнаружил, что ни один из люков не был на месте, а деревянные двери были открыты. Погребальная камера фараона была из отполированного известняка, внутри которой находились два саркофага. Судя по надписям, в одном был похоронен сам Аменемхет, в другой его дочь Птахнеферу. Саркофаг фараона имел размеры 6,71 × 2,4 × 1,83 м и вытесан из цельной глыбы жёлтого кварцита весом свыше 100 тонн. Толщина стен составляет 60 см. Крышка имеет толщину 1,2 м и вес около 45 тонн. Потолок камеры был выложен тремя кварцитовыми блоками весом 45 тонн каждый. Сверху камера перекрыта двухскатной крышей из известняковых блоков весом по 50 тонн каждый. Крышу покрывала большая арка толщиной 92 см, выложенная из кирпича. Арка предназначалась для поддержки ядра пирамиды.
С южной стороны от пирамиды располагался обширный храмовый комплекс. По мнению учёных, запутанные ходы этого комплекса могли лечь в основу рассказов Геродота о Лабиринте, о котором также сообщали Страбон и Диодор Сицилийский. Однако по заверению Диодора лабиринт находился не в Египте, а на Крите и был местом обитания Минотавра. Из-за строительства развёрнутого Птолемеем II часть храмового комплекса была разобрана. Блоки пошли на строительство Крокодилополя, который был переименован для дочери Птолемея Арсинои и стал называться в последующем её именем.
В настоящее время вход в пирамиду затоплен на глубину до 6 м из-за близлежащего канала Бахр Юсуф (канал Иосифа), то есть водопотока искусственного происхождения. Расстояние между каналом и пирамидой — 30 м.
Возле пирамиды также находится Египетский лабиринт в некоторых источниках «Лабиринт Хавара»).

## История
В 1843 году Лепсиус одним из первых начал вести раскопки в данной местности.
Питри, откопавший руины Хавары в 1888 году, обнаружил в этом месте папирусы, датированные I и II веками н. э., в которых были записаны 1-я и 2-я части Илиады Гомера. Папирусы теперь называются «Хавара Гомер», хранятся в Бодлианской библиотеке в Оксфорде. К северу от пирамиды в большом некрополе археологом были найдены 146 портретов на саркофагах, датированные римским периодом, более известные как Файюмские портреты. В Хаваре также была найдена неповреждённая пирамида Неферу-Птах, дочери Аменемхета III. Её гробница находится в двух км южнее пирамиды отца.

## Галерея

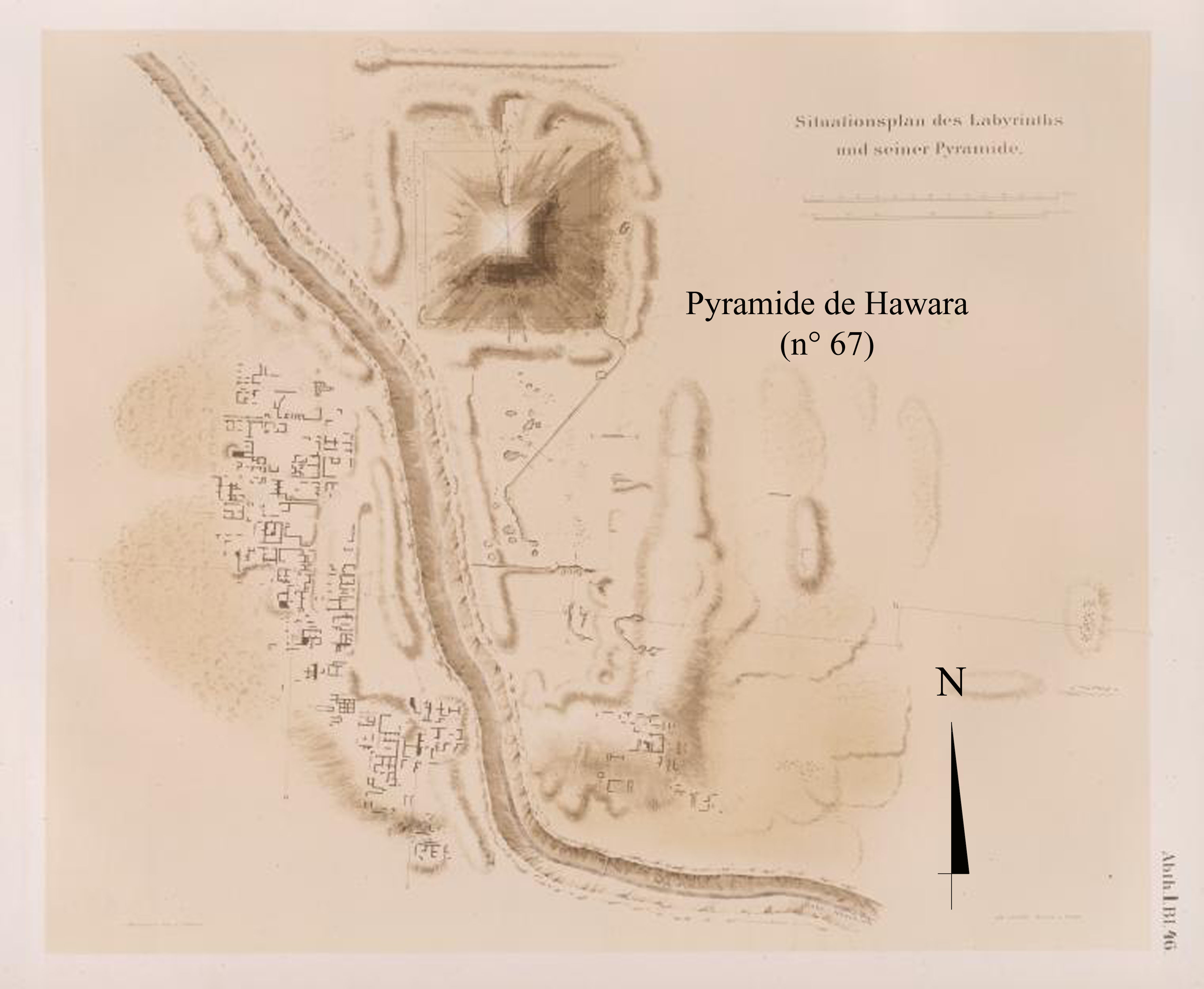
На карте Лепсиуса
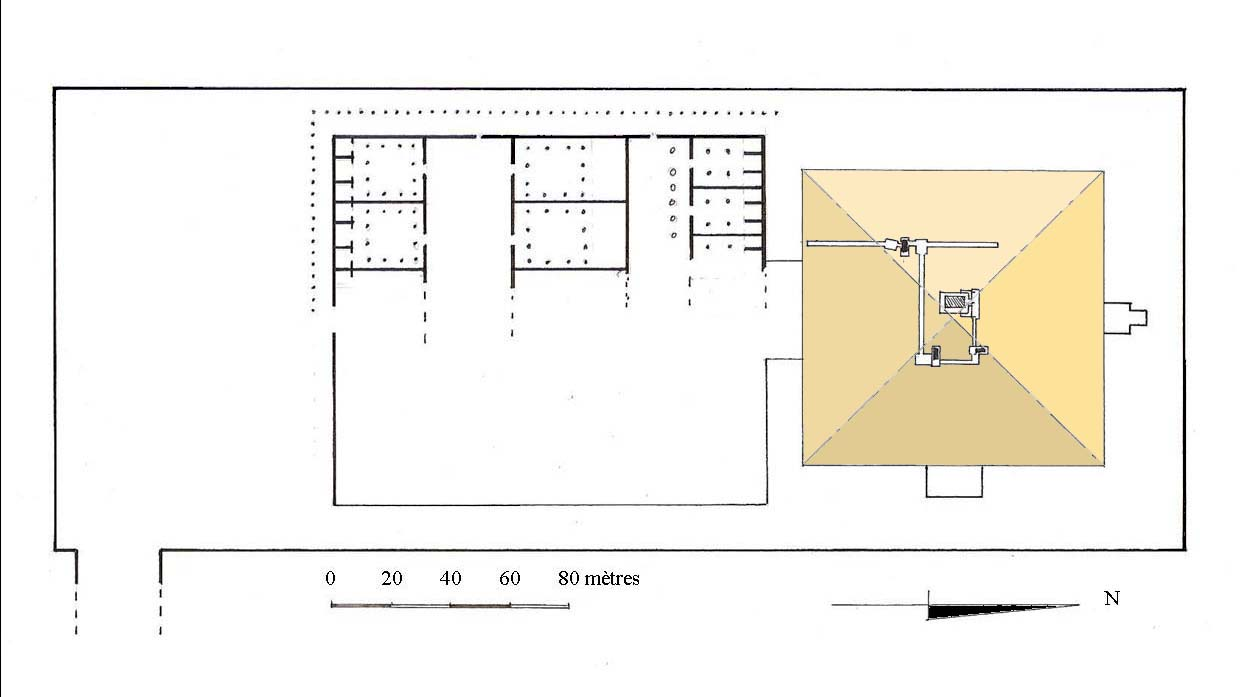
План пирамиды
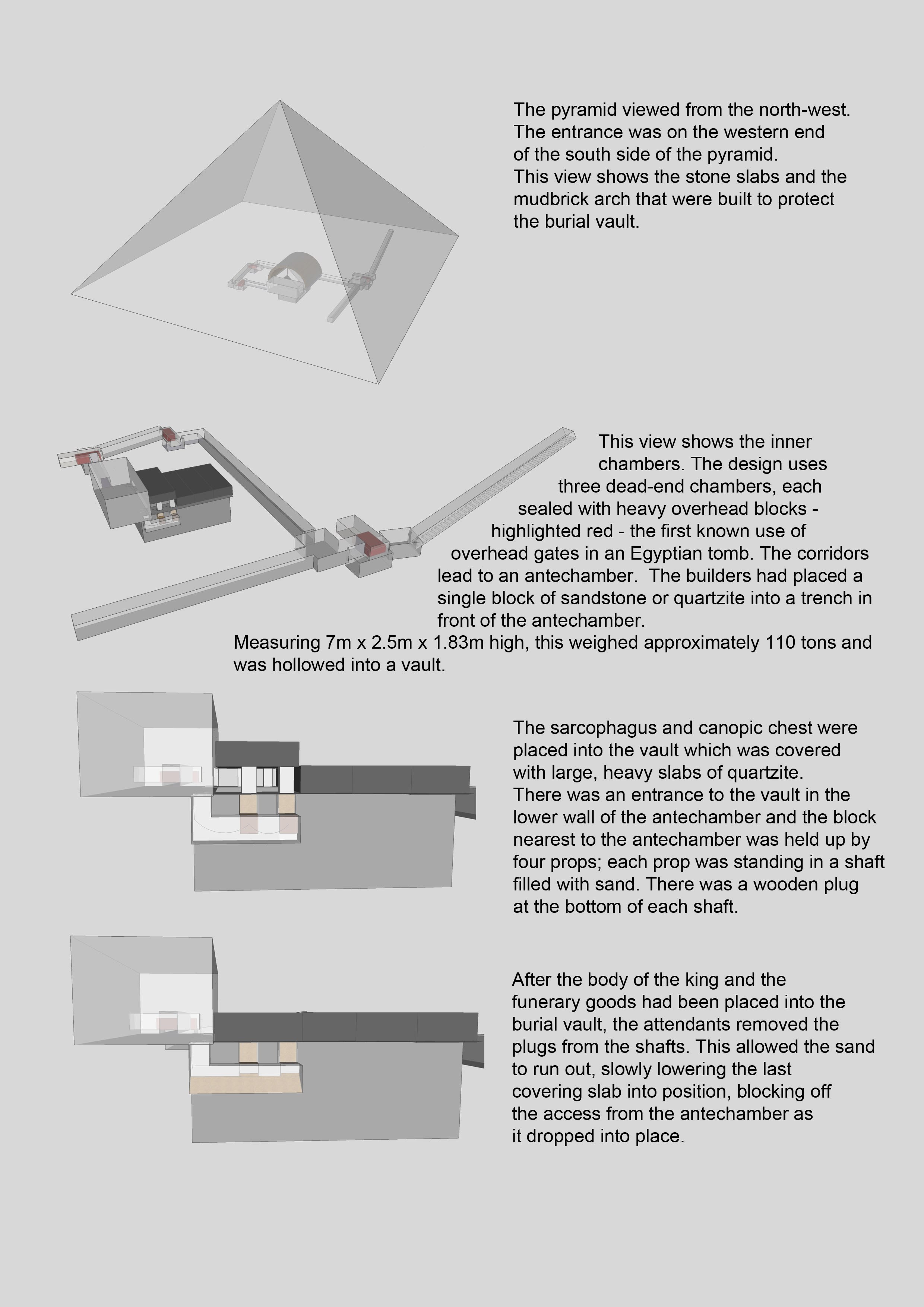
Внутренние помещения
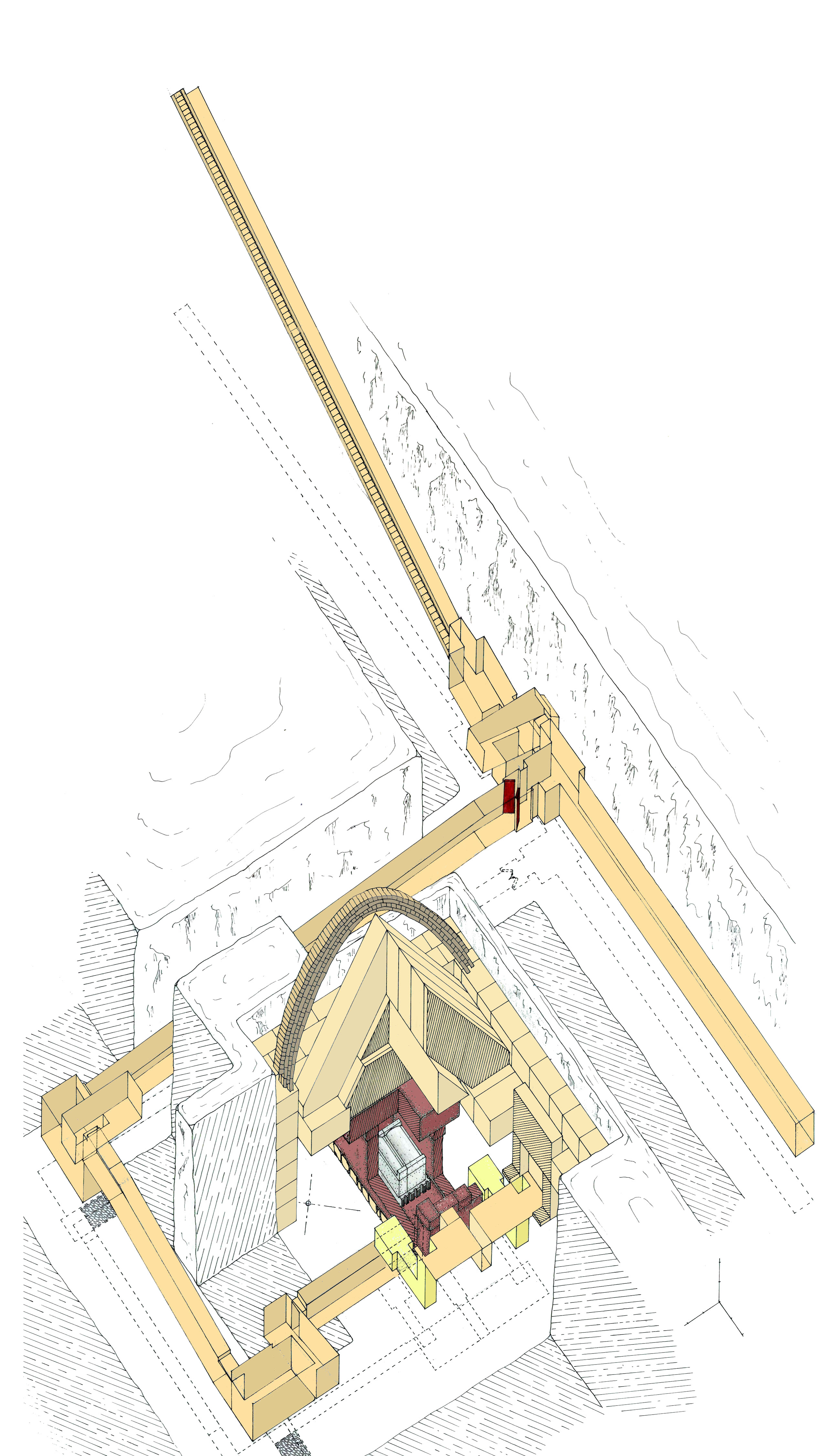
Погребальная камера
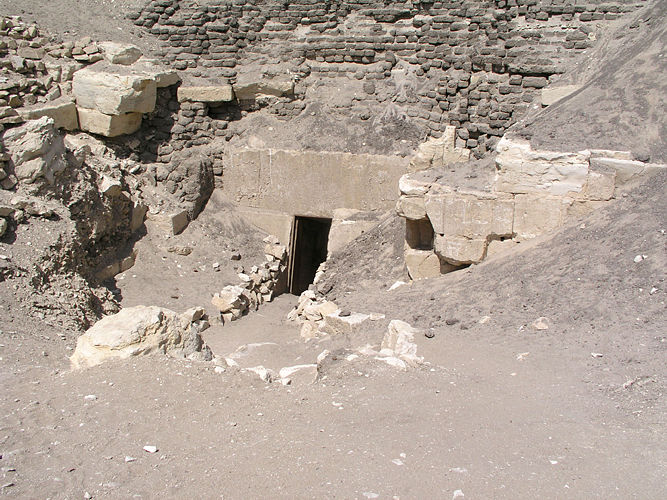
Вход в пирамиду